# انتروپوید (فیلم)
انتروپوید یا شبه انسان فیلمی تاریخی و مهیج به کارگردانی شان الیس و با بازی جیمی درنان و کیلین مورفی و محصول سال ۲۰۱۶ است. این فیلم داستان عملیات انتروپوید را در جنگ جهانی دوم بازگو می‌کند؛ تلاشی که طی آن سربازان تبعیدی چکسلواکی در ۲۷ می ۱۹۴۲ برای ترور راینهارت هایدریش اقدام کردند. 
در ۱ ژوئیه ۲۰۱۶، انتروپوید در جشنواره بین‌المللی فیلم کارلووی واری به نمایش درآمد. بلیکر استریت در ۱۲ اوت ۲۰۱۶، این فیلم را در آمریکا اکران خواهد کرد. 

## داستان
راینهارت هایدریش (دِتلِـف بوته)، طراح اصلی راه حل نهایی، رهبر نیروهای نازی در چکسلواکی اشغال شده توسط آلمان هاست. یوزف گابچیک (کیلین مورفی) و یان کوبیش (جیمی درنان) دو سرباز تبعیدی از ارتش چکسلواکی هستند که در دسامبر ۱۹۴۱ وارد وطن اشغالی خود می‌شوند. در شهری محبوس و با امکانات و اطلاعاتی محدود، این دو باید راهی برای ترور هایدریش بیابند؛ عملیاتی که چهره اروپا را تغییر خواهد داد.

## بازیگران
- کیلین مورفی درنقش یوزف گابچیک
- جیمی درنان درنقش یان کوبیش
- آنا گیسلرووا درنقش لنکا فافکوا
- هری لوید درنقش آدولف اوپالکا
- توبی جونز درنقش جان زلنکا-هاجسکی
- شارلوت لوبون درنقش ماری کوارنیکوفا
- النا میولوا درنقش خانم موراوکوفا
- بیل میلنر درنقش اتا مورافک
- سم کیلی درنقش جوزف بابلیک
- ییژی شیمِـک در نقش کارل چوردا
- میش بویکودرنقش جان رابی
- شان ماهان درنقش دکتر ادوارد
- برایان کسپ درنقش انتونین
- مارسین دوروسینسکی درنقش لادیسلاف وانک
- نیکولای بورگر درنقش سرباز آلمانی
- دِتلِـف بوته درنقش راینهارت هایدریش
- واتسلاف نوژل
- ایگور بارش

## تولید
در مارس ۲۰۱۵، جیمی درنان و کیلین مورفی به عنوان بازیگر و شان الیس به عنوان کارگردان و فیلم نامه‌نویس با همراهی آنتونی فرووین انتخاب شدند. در می ۲۰۱۵، ال دی انترتینمنت فیلم را پوشش داد و انتخاب شارلوت لوبون را اعلام کرد. 
فیلم برداری صحنه‌های انجام مأموریت انتروپوید در قلعه پراگ و پل کارل در پراگ انجام شد.

## عرضه
در ژوئیه ۲۰۱۵، اولین تصویر درنان و مورفی عرضه شد. در می ۲۰۱۶، بلیکر استریت توانست حقوق انتشار فیلم را در آمریکا به‌دست آورد. در ژوئن ۲۰۱۶، نخستین تریلر انتروپوید منتشر شد. 
در ۱ ژوئیه ۲۰۱۶، انتروپوید در جشنواره بین‌المللی فیلم کارلووی واری به نمایش درآمد. قرار است در ۱۲ اوت ۲۰۱۶ این فیلم به اکران عمومی درآید. 

### بازخوردها
انتروپوید پاسخ‌های متفاوتی از منتقدان دریافت کرد. گاردین به نقل از جوردن هافمن نوشت "انتروپوید بدترین فیلم هیجانی مربوط به دوران جنگ نیست ولی قطعاً جالب‌ترین هم نیست." مدیر بخش نقد فیلم ورایتی، پیتر دی برگ حس کرد "جیمی درنان و کیلین مورفی رهبری مأموریتی را برای ترور یک مأمور بالارتبه نازی داشتند که تا بعد از انجام کار، هیچ هیجانی در آن نبود". کریستوفر کمپانک از واشینگتن پست از ۵، ۴ستاره به این فیلم داد و نوشت "انتروپوید هرگز طبق یک فرمول پیش نرفت و در بین اکران‌های تابستانی، مانند یک غافلگیری بود. (امیدوارم رای دهندگان جوایز آکادمی این نکته را فراموش نکنند.)"
در سایت راتن تومیتوز ، انتروپوید براساس ۸۵نقد، ۶۶درصد موردقبول بود و به‌طور متوسط رتبه ۶٫۵ از ۱۰ را کسب کرد. در سایت متاکریتیک، از ۲۸نقد، نمره ۵۹ را از ۱۰۰ گرفت. 